# Pseudoeryx relictualis
Pseudoeryx relictualis là một loài rắn trong họ Rắn nước. Loài này được Schargel, Rivas-Fuenmayor, Barros, Péfaur & Navarette mô tả khoa học đầu tiên năm 2007.